# スーパーネット
スーパーネット（英語: supernet）とは、ルーティングの目的で、2つ以上のサブネットを組み合わせてより大きなネットワークを形成したIPネットワークのことである。結合されたネットワークの新しいルーティングプレフィックスは、ルーティングテーブル上で単一のエントリとなる。スーパーネットを形成することを、スーパーネット化(supernetting)、プレフィックス集約(prefix aggregation)、経路集約(route aggregation, route summarization)またはルート集約という。
インターネット内でのスーパーネット化は、アドレス空間のセグメントの制御を地域のネットワークサービスプロバイダに委譲する階層的な割り当てシステムを使用して、IPアドレス空間のトポロジカルな断片化を回避するための戦略として機能する。これにより、地域的な経路集約が容易になる。
スーパーネット化の利点としては、アドレス空間の保全、および、経路情報のメモリ保存や経路照合時のオーバーヘッド処理などのルータの効率化が挙げられる。しかし、スーパーネット化には相互運用性の問題などのリスクがある。

## 概要
スーパーネットは、より大きなネットワークの観点から、単一のサブネットとしてアドレス指定された、連続したサブネットのブロックである。スーパーネット化とは、複数のより小さなネットワークへのルートを集約するプロセスであり、これによりルーティングテーブルの容量を節約し、ルーティングの決定を簡素化し、隣接するゲートウェイへのルータ広告を減らすことができる。スーパーネット化は、インターネットの拡大に伴ってルーティングテーブルのサイズが増大するのを抑制するのに役立つ。
大規模で複雑なネットワークをスーパーネット化することにより、トポロジの変更を他のルータから分離することができる。これにより、ネットワークリンク障害が発生した場合にルーティングトラフィックの伝播を制限することで、ネットワークの安定性を向上させることができる。例えば、ルータが次のルータにサマリールートのみを広告する場合、サマリー範囲内の特定のサブネットへの変更を広告する必要がなくなる。これにより、トポロジ変更後の不要なルーティング更新を大幅に削減することができる。それにより、より安定した環境でのコンバージェンスの速度が向上する。

## プロトコルの要件
スーパーネット化には、CIDRに対応したルーティングプロトコルを使用する必要がある。IGRP、EGP、RIPv1はクラスフルネットワークを前提としているため、スーパーネット化に必要なサブネットマスク情報を送信することができない。
EIGRPは、CIDRに対応したクラスレスなルーティングプロトコルである。デフォルトでは、EIGRPはルーティングテーブル内の経路を集約し、その集約した経路をピアに転送する。これは、不連続なサブネットを持つ異種ルーティング環境では悪影響を及ぼす可能性がある。
クラスレスなルーティングプロトコルには、RIPv2、OSPF、EIGRP、IS-IS、BGPがある。

## 例
50の事業所のそれぞれに150個のサブネットを有し、各事業所にルータを設置し、本社にフレームリレーで接続している企業を例として説明する。スーパーネット化をしていなければ、それぞれのルータが150×50=7500個のサブネットを認識する必要がある。しかし、スーパーネット化された階層アドレッシングシステムが実装されている場合、各事業所は相互接続ポイントとして集中サイトを持っている。それぞれのルートは、他の事業所に広告される前に集約される。これにより、それぞれのルータは、自分の配下のサブネットと他の事業所の49の集約ルートのみを認識すれば良くなる。
ルータ上の集約ルートを決定するには、全てのアドレスに一致する最上位ビットの数を認識する必要がある。ルータのルーティングテーブルには、以下のネットワークがある場合で説明する。
```
 192.168.98.0
 192.168.99.0
 192.168.100.0
 192.168.101.0
 192.168.102.0
 192.168.105.0

```

まず、アドレスを二進数で表す。
| アドレス      | 第1オクテット | 第2オクテット | 第3オクテット | 第4オクテット |
| ------------- | ------------- | ------------- | ------------- | ------------- |
| 192.168.98.0  | 11000000      | 10101000      | 01100010      | 00000000      |
| 192.168.99.0  | 11000000      | 10101000      | 01100011      | 00000000      |
| 192.168.100.0 | 11000000      | 10101000      | 01100100      | 00000000      |
| 192.168.101.0 | 11000000      | 10101000      | 01100101      | 00000000      |
| 192.168.102.0 | 11000000      | 10101000      | 0110          | 00000000      |
| 192.168.105.0 | 11000000      | 10101000      | 01101001      | 00000000      |

次に、共通のビットパターンとなっている箇所を見つける。上記の表で太く表示している箇所である。最後に、共通のビットパターンのビット数（ネットマスク）を数え、それ以降の部分のビットを0にする。
| 第1オクテット | 第2オクテット | 第3オクテット | 第4オクテット | アドレス     | ネットマスク |
| ------------- | ------------- | ------------- | ------------- | ------------ | ------------ |
| 11000000      | 10101000      | 01100000      | 00000000      | 192.168.96.0 | /20          |

集約ルートは192.168.96.0/20、サブネットマスクは、255.255.240.0となる。
この集約ルートには、192.168.96.0、192.168.97.0、192.168.103.0、192.168.104.0、192.168.106.0、192.168.107.0、192.168.108.0、192.168.109.0、192.168.110.0、192.168.111.0のような、集約されたグループに含まれていないネットワークも含まれている。このネットワークプレフィックスに含まれるIPアドレスがこのルートの外側に存在しないことを保証しなければならない。
別の例として、地域インターネットレジストリ(RIR)から172.1.0.0.0から172.1.255.255までのIPアドレスのブロックを割り当てられたISPを考える。
例えば、顧客Aは172.1.1.1.0から172.1.1.255まで、顧客Bは172.1.2.0から172.1.2.255まで、顧客Cは172.1.3.0から172.1.3.255までというように、ISPはそれぞれの顧客にサブネットを割り当てる。172.1.1.xや172.1.2.xなどの各サブネットのエントリの代わりに、ISPは172.1.x.xアドレス範囲全体を集約し、インターネット上にネットワーク172.1.0.0/16を広告することにより、グローバルルーティングテーブルのエントリ数を減らすことができる。

## リスク
スーパーネット化には以下のようなリスクが確認されている。
- スーパーネット化は、ルータによって異なる方法で実装されている。
- あるルータのインターフェイスでのスーパーネット化は、同じルータの他のインターフェイスでのルータ広告の方法に影響を与えることがある。
- スーパーネットの存在下では、永続的なルーティングループ（英語版）の検出が困難となる。